# Nesslau (gemeente)
Nesslau is een gemeente in het Zwitserse kanton Sankt Gallen en maakt deel uit van het district Toggenburg.

## Geschiedenis
De gemeente werd op 1 januari 2013 gevormd door de fusie van de gemeenten Nesslau-Krummenau en Stein. Tot 1 januari 2004 was de plaats Nesslau al een zelfstandige gemeente.

Voormalige gemeenten
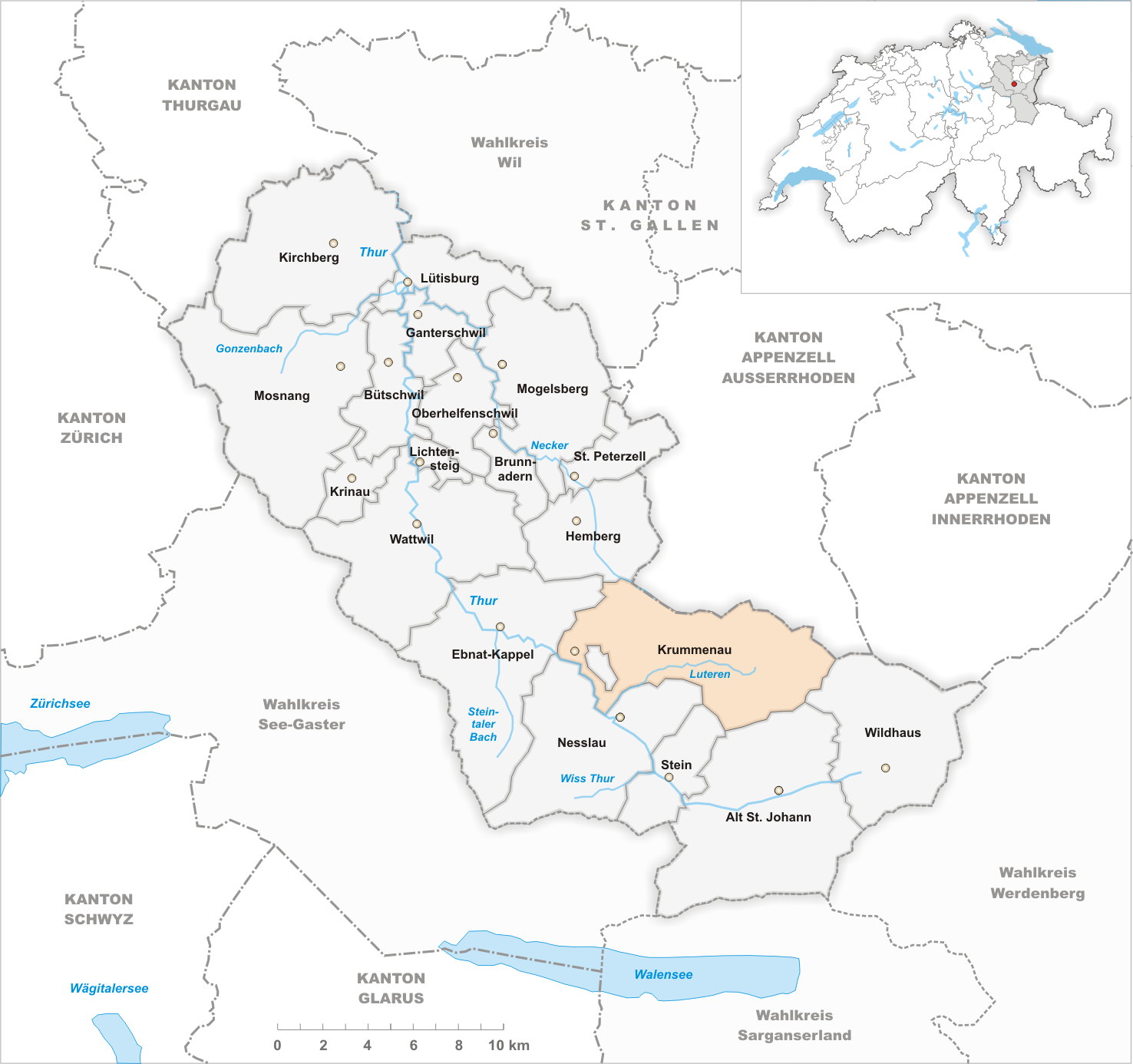
Krummenau
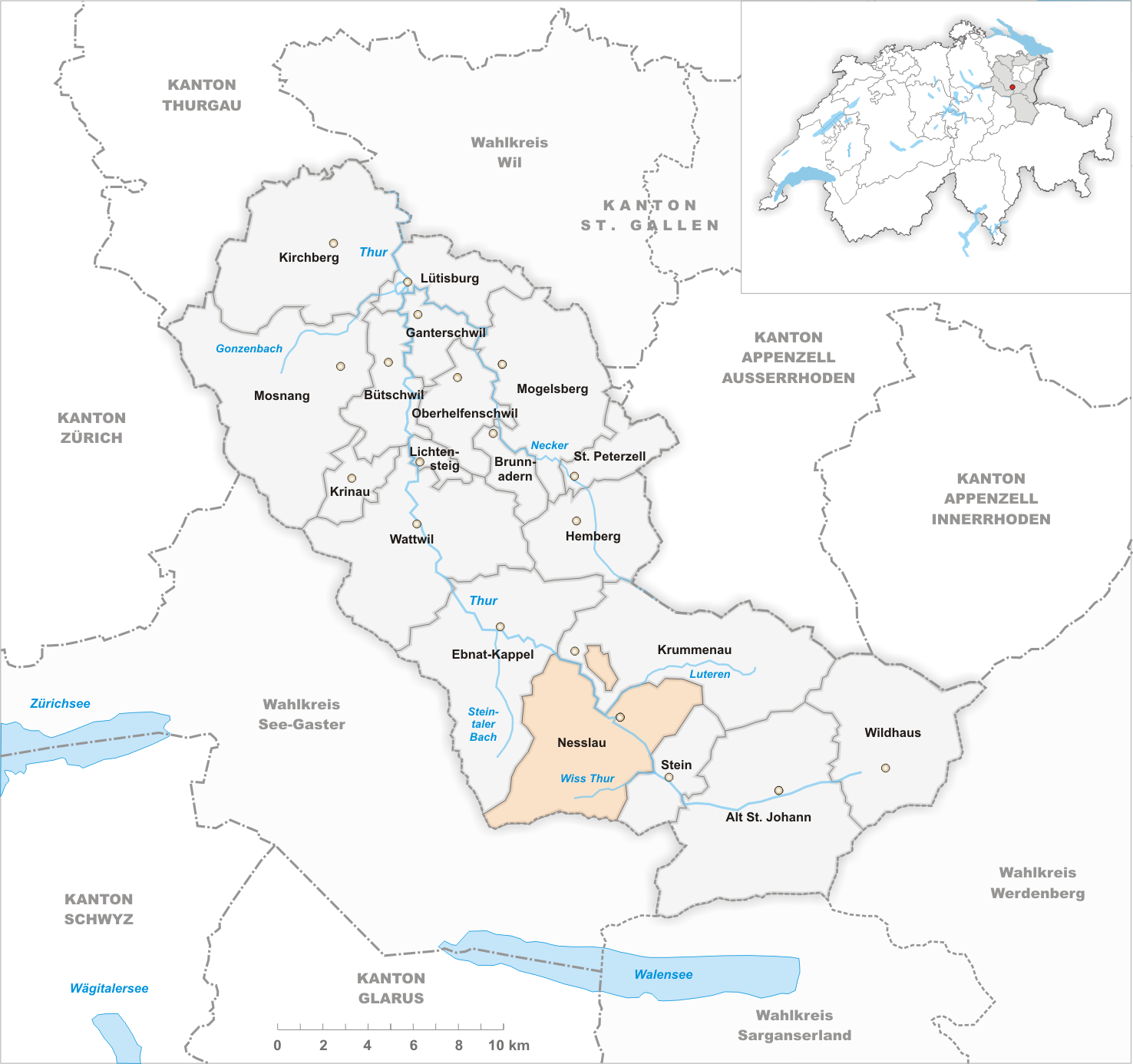
Nesslau
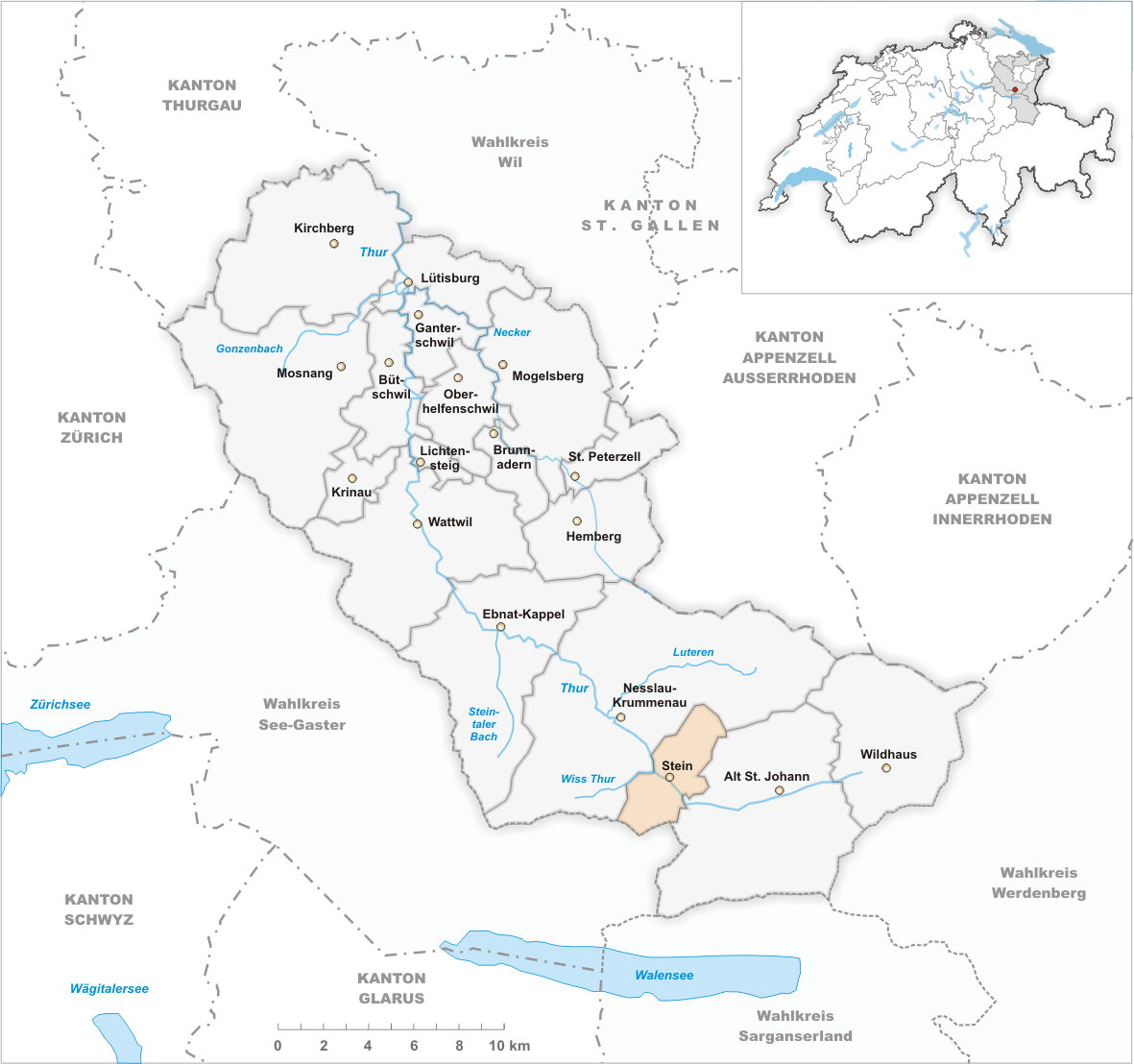
Stein